# Campeonato Sergipano de Futebol de 2002 - Série A2
O Campeonato Sergipano da Série A2 de 2002 foi a 12º edição do torneio que corresponde à segunda divisão do futebol em Sergipe.

## Formato e Regulamento
O Campeonato será disputado em dois turno. 
Na Primeira fase, os 6 (seis) clubes jogaram entre si dentro do grupo, em partidas de ida e volta, totalizando 10 partidas para cada clube, classificando-se o primeiro e segundo colocados para a Série A1 do ano seguinte. Em caso de empate em pontos ganhos entre dois ou mais clubes ao final da Primeira Fase, o desempate, para efeito de classificação, será efetuado observando-se os critérios abaixo: 
1. Maior número de vitórias;
2. Maior saldo de gols;
3. Maior número de gols pró;
4. Confronto direto (entre dois clubes somente);
5. Sorteio.

O campeão e o vice garante vaga na Série A1 2003.

## Equipes Participantes
Abaixo a lista dos clubes que participaram do campeonato em 2002. 
| Baixa | Equipes rebaixadas da Série A1 de 2001 |

## Primeira Fase

### Classificação
| Pos | Times              | Pts | J  | V | E | D | GP | GC | SG  |
| --- | ------------------ | --- | -- | - | - | - | -- | -- | --- |
| 1   | Riachuelo          | 25  | 10 | 8 | 1 | 1 | 29 | 4  | +25 |
| 2   | Lagartense         | 22  | 10 | 7 | 1 | 2 | 26 | 9  | +17 |
| 3   | Estanciano         | 12  | 10 | 3 | 3 | 4 | 10 | 15 | -5  |
| 4   | Maruinense         | 9   | 10 | 2 | 3 | 5 | 9  | 14 | -5  |
| 5   | América de Propriá | 8   | 10 | 2 | 2 | 6 | 11 | 21 | -10 |
| 6   | Olímpico FC        | 8   | 10 | 2 | 2 | 6 | 8  | 30 | -22 |

|                    | AME   | EST   | ACL   | MAR   | OFC   | RIA   |
| ------------------ | ----- | ----- | ----- | ----- | ----- | ----- |
| América de Propriá | —     | 1 – 1 | 0 – 2 | 2 – 0 | 4 – 0 | 0 – 4 |
| Estanciano         | 1 – 0 | —     | 1 – 0 | 2 – 3 | 0 – 0 | 1 – 3 |
| Lagartense         | 5 – 1 | 2 – 1 | —     | 3 – 1 | 5 – 1 | 1 – 0 |
| Maruinense         | 1 – 1 | 0 – 1 | 1 – 1 | —     | 2 – 0 | 0 – 2 |
| Olímpico FC        | 3 – 2 | 2 – 2 | 0 – 7 | 1 – 0 | —     | 1 – 4 |
| Riachuelo          | 4 – 0 | 4 – 0 | 3 – 0 | 1 – 1 | 4 – 0 | —     |

|  |                     |  |        |  |                      |
|  | Vitória do Mandante |  | Empate |  | Vitória do Visitante |

#### Rodadas na liderança e Lanterna
Em negrito, os clubes que mais permaneceram na liderança.
| Liderança   | Liderança   | Liderança   | Liderança | Liderança | Liderança   | Liderança   | Liderança | Liderança   | Liderança   |
| ----------- | ----------- | ----------- | --------- | --------- | ----------- | ----------- | --------- | ----------- | ----------- |
| 1           | 2           | 3           | 4         | 5         | 6           | 7           | 8         | 9           | 10          |
| ACL         | RIACHUELO   | RIACHUELO   | ACL       | RIACHUELO | RIACHUELO   | RIACHUELO   | ACL       | RIACHUELO   | RIACHUELO   |
| Lanterna    |             |             |           |           |             |             |           |             |             |
| 1           | 2           | 3           | 4         | 5         | 6           | 7           | 8         | 9           | 10          |
| OLÍMPICO FC | OLÍMPICO FC | OLÍMPICO FC | AMÉRICA   | AMÉRICA   | OLÍMPICO FC | OLÍMPICO FC | AMÉ       | OLÍMPICO FC | OLÍMPICO FC |

### Resultados
| 20 de Janeiro de 2002 | América de Propriá | 1 – 1 | Estanciano | Propriá                 |
|                       |                    |       |            | Estádio: Durval Feitosa |

| 20 de Janeiro de 2002 | Lagartense | 5 – 1 | Olímpico FC | Lagarto           |
|                       |            |       |             | Estádio: Barretão |

| 20 de Janeiro de 2002 | Riachuelo | 1 – 1 | Maruinense | Riachuelo                |
|                       |           |       |            | Estádio: Francisco Leite |

| 26 de Janeiro de 2002 | Maruinense | 1 – 1 | América de Propriá | Maruim           |
|                       |            |       |                    | Estádio: Vavazão |

| 27 de Janeiro de 2002 | Estanciano | 1 – 0 | Lagartense | Estância               |
|                       |            |       |            | Estádio: Vila Operária |

| 27 de Janeiro de 2002 | Olímpico FC | 1 – 4 | Riachuelo | Aracaju           |
|                       |             |       |           | Estádio: Batistão |

| 30 de Janeiro de 2002 | América de Propriá | 0 – 2 | Lagartense | Propriá                 |
|                       |                    |       |            | Estádio: Durval Feitosa |

| 20 de Janeiro de 2002 | Riachuelo | 4 – 0 | Estanciano | Riachuelo                |
|                       |           |       |            | Estádio: Francisco Leite |

| 20 de Janeiro de 2002 | Maruinense | 2 – 0 | Olímpico FC | Maruim           |
|                       |            |       |             | Estádio: Vavazão |

| 2 de Fevereiro de 2002 | Olímpico FC | 3 – 2 | América de Propriá | Aracaju           |
|                        |             |       |                    | Estádio: Batistão |

| 2 de Fevereiro de 2002 | Lagartense | 1 – 0 | Riachuelo | Lagarto           |
|                        |            |       |           | Estádio: Barretão |

| 2 de Fevereiro de 2002 | Estanciano | 2 – 3 | Maruinense | Estância               |
|                        |            |       |            | Estádio: Vila Operária |

| 9 de Fevereiro de 2002 | Maruinense | 1 – 1 | Lagartense | Maruim           |
|                        |            |       |            | Estádio: Vavazão |

| 9 de Fevereiro de 2002 | Estanciano | 0 – 0 | Olímpico FC | Estância               |
|                        |            |       |             | Estádio: Vila Operária |

| 2 de Fevereiro de 2002 | América de Propriá | 0 – 4 | Riachuelo | Propriá                 |
|                        |                    |       |           | Estádio: Durval Feitosa |

| 17 de Fevereiro de 2002 | Lagartense | 2 – 1 | Estanciano | Lagarto           |
|                         |            |       |            | Estádio: Barretão |

| 17 de Fevereiro de 2002 | América de Propriá | 2 – 0 | Maruinense | Propriá                 |
|                         |                    |       |            | Estádio: Durval Feitosa |

| 17 de Fevereiro de 2002 | Riachuelo | 4 – 0 | Olímpico FC | Riachuelo                |
|                         |           |       |             | Estádio: Francisco Leite |

| 24 de Fevereiro de 2002 | Olímpico FC | 0 – 7 | Lagartense | Aracaju           |
|                         |             |       |            | Estádio: Batistão |

| 24 de Fevereiro de 2002 | Maruinense | 0 – 2 | Riachuelo | Maruim           |
|                         |            |       |           | Estádio: Vavazão |

| 24 de Fevereiro de 2002 | Estanciano | 1 – 0 | América de Propriá | Estância               |
|                         |            |       |                    | Estádio: Vila Operária |

| 27 de Fevereiro de 2002 | Lagartense | 5 – 1 | América de Propriá | Lagarto           |
|                         |            |       |                    | Estádio: Barretão |

| 27 de Fevereiro de 2002 | Estanciano | 1 – 3 | Riachuelo | Estância               |
|                         |            |       |           | Estádio: Vila Operária |

| 27 de Fevereiro de 2002 | Olímpico FC | 1 – 0 | Maruinense | Aracaju           |
|                         |             |       |            | Estádio: Batistão |

| 3 de Março de 2002 | Riachuelo | 3 – 0 | Lagartense | Riachuelo                |
|                    |           |       |            | Estádio: Francisco Leite |

| 3 de Março de 2002 | América de Propriá | 4 – 0 | Olímpico FC | Propriá                 |
|                    |                    |       |             | Estádio: Durval Feitosa |

| 3 de Março de 2002 | Maruinense | 0 – 1 | Estanciano | Maruim           |
|                    |            |       |            | Estádio: Vavazão |

| 10 de Março de 2002 | Lagartense | 3 – 1 | Maruinense | Lagarto           |
|                     |            |       |            | Estádio: Barretão |

| 10 de Março de 2002 | Olímpico FC | 2 – 2 | Estanciano | Aracaju           |
|                     |             |       |            | Estádio: Batistão |

| 10 de Março de 2002 | Riachuelo | 4 – 0 | América de Propriá | Riachuelo                |
|                     |           |       |                    | Estádio: Francisco Leite |

### Premiação
| Campeonato Sergipano de 2002 Série A2 |
| ------------------------------------- |
| Riachuelo Campeão (1º título)         |